# 속리산 지진
속리산 지진은 1978년 9월 16일 오전 2시 7분(KST) 대한민국 경상북도 상주시 화북면에서 일어난 규모 ML5.2의 지진이다. 충청북도 보은군에서 일본 기상청 진도 계급 기준 최대진도 IV를 감지하였다.

## 연구
2007년부터 2021년까지 속리산 지진이 발생한 지역 일대에서 발생한 393개의 지진을 정밀 분석한 결과, 지진의 분포는 서북서-동남동 방향을 보이며, 깊이는 18~20 km 범위에 집중되어 있다. 규모 1.3 이상 지진 18개의 단층면해를 비교한 결과, 모두 서북서-동남동 및 북북동-남남서의 주향을 갖는 수평 이동 단층이었다. 이전에 알려지지 않은 서북서-동남동 방향의 지하 단층이 이 지역의 미소지진 활동에 대한 주 원인단층임이 밝혀졌으나 현재 발생하고 있는 미소지진 현황만으로 1978년 속리산 지진 발생 위치를 특정하기는 어렵다.

## 진도 (JMA)
| 진도 | 지역                   |
| ---- | ---------------------- |
| 4    | 보은                   |
| 3    | 남한의 대부분 지역     |
| 2    | 수원, 서산, 여수, 울산 |

## 같이 보기
- 상주시의 지질
- 한국의 지진
- 한국의 지진 목록